# اریشا

ایانسان، اریشای (روح ایزدی) دین آفریقایی-برزیلی کاندومبله. اینسان ایزدبانوی بادها و تندبادها است.

اُریشا نام یکی از ادیان آفریقایی است.
اریشا در اصل روحی است که یکی از نمودهای اُلودوماره (خدا) در دین قوم آفریقایی یوروبا بشمار می‌آید. قوم یوروبا بیشتر ساکن نیجریه هستند.
سنت اریشا دارای شاخه‌های گوناگونی به نام‌های آناگو، اویوتونجی، کاندومبله و لوسومی/سانتریا است.
اریشا و شاخه‌های آن در جهان بیش از ۱۰۰ میلیون پیرو دارند و در برزیل، آمریکا، مکزیک و دیگر بخش‌های قاره آمریکا نیز رواج دارند.

## نگارخانه

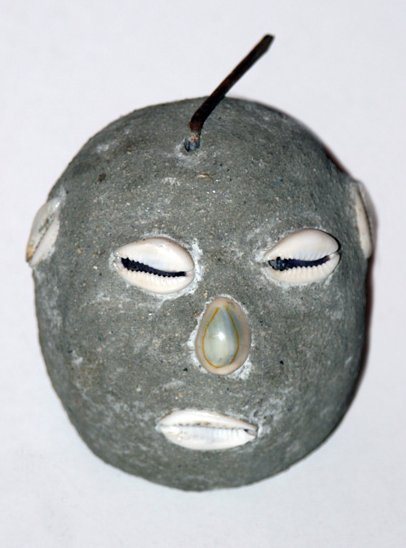
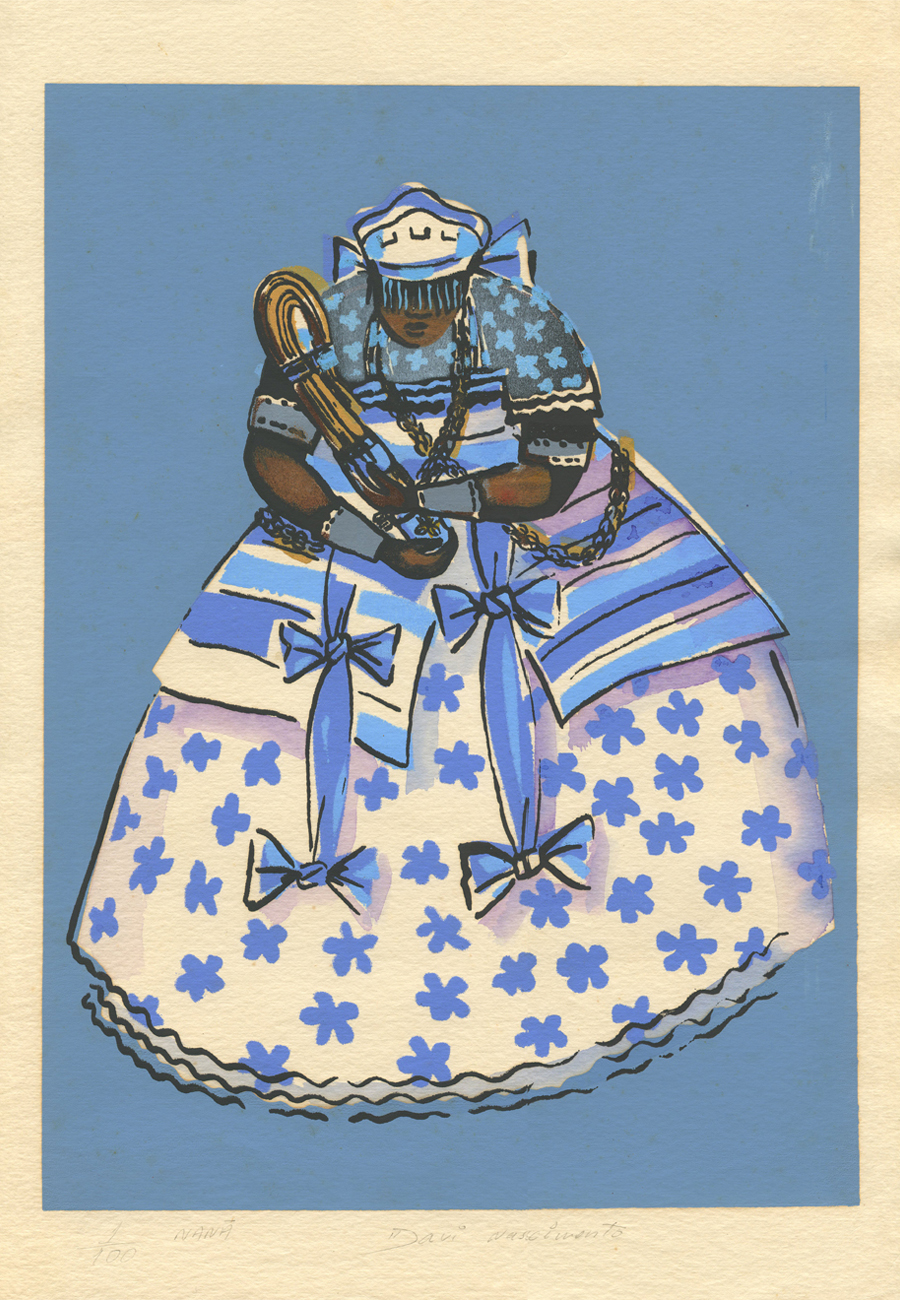
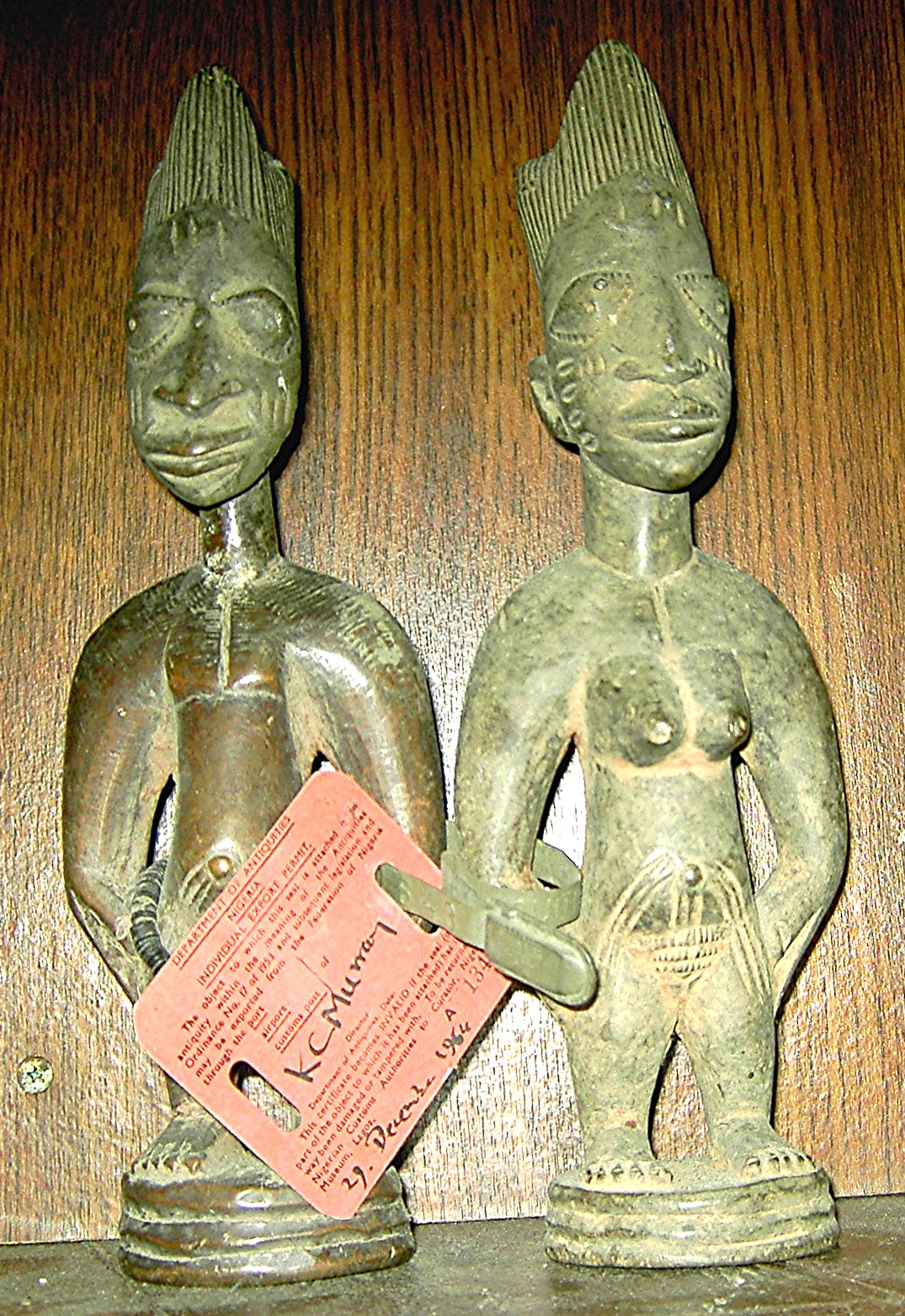
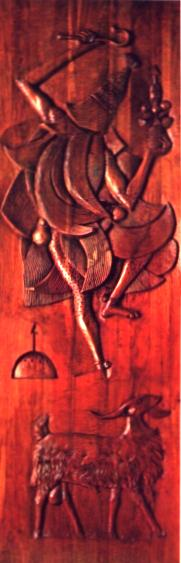